# 小行星8943
小行星8943（英語：8943 Stefanozafka）是一颗围绕太阳公转的小行星。1997年1月30日，Stroncone在斯特龙科内发现了此天体。
这颗小行星的绝对星等为299.645710481323等。